# Regla de Ruffini

Ejemplo del algoritmo de división larga

En matemáticas, la regla de Ruffini (también se la conoce como Método de Horner o Algoritmo de Ruffini-Horner) es una forma compacta de escribir la división larga con divisor de primer grado. Específicamente facilita el cálculo rápido de la división de cualquier polinomio entre un binomio de la forma {\displaystyle (x-r)\ }. Descrita por Paolo Ruffini en 1816, es un caso especial de «división sintética» (una división de polinomios en donde el divisor es un «factor lineal»). El Algoritmo de Horner para la evaluación de polinomios utiliza la regla de Ruffini. La regla de Ruffini permite así mismo localizar raíces de un polinomio y en polinomios con coeficientes racionales factorizarlo en binomios de la forma {\displaystyle (x-r)\ } (siendo r un número entero).

## Historia del método de Ruffini

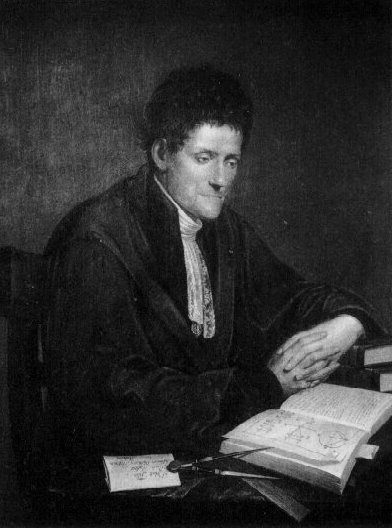
Paolo Ruffini (1765-1822)

El método de Ruffini-Horner para la búsqueda de un valor aproximado de la raíz de un polinomio fue publicado, con algunos años de diferencia por Paolo Ruffini (1804-1807-1813) y por William George Horner (1819-1845, póstumamente); al parecer Horner no tenía conocimiento de los trabajos de Ruffini. 
El método de Ruffini-Horner es difícilmente explotable si el polinomio posee dos raíces muy cercanas. Ruffini no evoca esta problemática, pero Horner propone un procedimiento especial para estos casos. El método de Horner fue utilizado por los matemáticos De Morgan y J.R. Young. 
En tanto que técnica de cambio de variable, históricamente se encuentran algoritmos parecidos; por ejemplo en China, para la extracción de la raíz n-ésima; en la obra de Al Samaw'al (siglo XII). El matemático persa Sharaf al-Din al-Tusi (siglo XII) fue uno de los primeros en aplicarlo al caso general de una ecuación de tercer grado.

## Algoritmo resuelto con el método de Ruffini
La regla de Ruffini establece un método para la división del polinomio:

{\displaystyle P(x)=a_{n}x^{n}+a_{n-1}x^{n-1}+\cdots +a_{1}x+a_{0}}

entre el binomio:

{\displaystyle Q(x)=x-r\,\!}

para obtener el cociente:

{\displaystyle R(x)=b_{n-1}x^{n-1}+b_{n-2}x^{n-2}+\cdots +b_{1}x+b_{0}}

y el resto:

{\displaystyle s.\!}

- 1. Se trazan dos líneas a manera de ejes y se escriben los coeficientes de P(x), ordenados y sin omitir términos nulos. Se escribe la raíz r del lado izquierdo (invirtiendo el signo de este) y el primer coeficiente en el renglón inferior (an):

{\displaystyle {\begin{array}{c|ccccc}{}&a_{n}&a_{n-1}&\dots &a_{1}&a_{0}\\r&{}&{}&{}&{}&{}\\\hline {}&b_{n-1}=a_{n}&{}&{}&{}&{}\\\end{array}}}

- 2. Se multiplica (an) por r y se escribe debajo de  an-1:

{\displaystyle {\begin{array}{c|ccccc}{}&a_{n}&a_{n-1}&\dots &a_{1}&a_{0}\\r&{}&b_{n-1}\,r&{}&{}&{}\\\hline {}&b_{n-1}=a_{n}&{}&{}&{}&{}\\\end{array}}}

- 3. Se suman los dos valores obtenidos en la misma columna:

{\displaystyle {\begin{array}{c|ccccc}{}&a_{n}&a_{n-1}&\dots &a_{1}&a_{0}\\r&{}&b_{n-1}\,r&{}&{}&{}\\\hline {}&b_{n-1}=a_{n}&b_{n-2}=a_{n-1}+b_{n-1}\,r&{}&{}&{}\\\end{array}}}

- 4. El proceso se repite:

{\displaystyle {\begin{array}{c|ccccc}{}&a_{n}&a_{n-1}&\dots &a_{1}&a_{0}\\r&{}&b_{n-1}\,r&\dots &b_{1}\,r&b_{0}\,r\\\hline {}&b_{n-1}=a_{n}&b_{n-2}=a_{n-1}+b_{n-1}\,r&\dots &b_{0}=a_{1}+b_{1}\,r&s=a_{0}+b_{0}\,r\\\end{array}}}

Los valores b son los coeficientes del polinomio resultante {\displaystyle R(x)\!} de grado uno menos que el grado de  {\displaystyle P(x)\!}. El residuo es {\displaystyle s.\!}

### Ejemplo 1
División de
{\displaystyle P(x)=2x^{3}+3x^{2}-4\,\!}
entre
{\displaystyle Q(x)=x+1.\,\!}
utilizando la regla de Ruffini. 
1. Se escribe {\displaystyle Q(x)=x+1=x-(-1)\,\!} y el primer coeficiente (2) en el primer renglón:
{\displaystyle {\begin{array}{c|cccc}{}&2&3&0&-4\\-1&{}&{}&{}&{}\\\hline {}&2&{}&{}&{}\\\end{array}}}
2. Multiplicando por la raíz r=(-1):
{\displaystyle {\begin{array}{c|rrrr}{}&2&3&0&-4\\-1&{}&{-2}&{}&{}\\\hline {}&2&{}&{}&{}\\\end{array}}}
3. Sumando la columna:
{\displaystyle {\begin{array}{c|rrrr}{}&2&3&0&-4\\-1&{}&{-2}&{}&{}\\\hline {}&2&{1}&{}&{}\\\end{array}}}
4. El procedimiento se repite hasta obtener el residuo:
{\displaystyle {\begin{array}{c|rrrr}{}&2&3&0&-4\\-1&{}&{-2}&{-1}&{1}\\\hline {}&2&{1}&{-1}&{-3}\\{}&\mathrm {Coef.} &{}&{}&\mathrm {Resto} \end{array}}}

Si el polinomio original = divisor×cociente+resto, entonces
{\displaystyle P(x)=Q(x)R(x)+s\,\!}, donde
{\displaystyle R(x)=2x^{2}+x-1\,\!} y {\displaystyle s=-3.\,\!}

### Ejemplo 2
Cuando el resto es igual a 0; permite factorizar, como en el siguiente ejemplo:
{\displaystyle F(x)=x^{3}+x^{2}-x-1}
Tomamos
{\displaystyle G(x)=x+1}
Usamos el método, y nos queda así:
{\displaystyle {\begin{array}{c|rrrr}{}&1&1&-1&-1\\-1&{}&{-1}&{0}&{1}\\\hline {}&1&{0}&{-1}&{0}\\{}&\mathrm {Coef.} &{}&{}&\mathrm {Resto} \end{array}}}
Entonces F(x) se factoriza {\displaystyle (x^{2}-1)(x+1)}

### Ejemplo 3
División por polinomio con coeficientes complejos:
{\displaystyle F(x)=4x^{3}+x^{2}}
Tomamos
{\displaystyle G(x)=x+(1+i)}
Usamos el método, y nos queda así:
{\displaystyle {\begin{array}{c|rrrr}{}&4&1&0&0\\-(1+i)&{}&-(4+4i)&-1+7i&8-6i\\\hline {}&4&-(3+4i)&(-1+7i)&-(-8+6i)\\{}&\mathrm {Coef.} &{}&{}&\mathrm {Resto} \end{array}}}
{\displaystyle F(x)=[4x^{2}-(3+4i)x+(-1+7i)]G(x)+(8-6i)}

### Encontrar raíces
Si  {\displaystyle P(x)=a_{n}x^{n}+a_{n-1}x^{n-1}+...+a_{1}x+a_{0}} es un polinomio con coeficientes enteros y con a0 y an distintos de cero, entonces por el teorema de la raíz racional, todas las raíces racionales reales serán de la forma p/q, donde p es un entero divisor de a0 y q es un entero divisor de an. Así por ejemplo, si el polinomio es
{\displaystyle P(x)=x^{3}+2x^{2}-x-2=0\,\!,}
entonces las posibles raíces racionales son todos los enteros divisores de a0 (−2):
{\displaystyle {\text{Posibles raíces:}}\left\{+1,-1,+2,-2\right\}.}
Esto es de utilidad para poder factorizar un polinomio (en caso de ser factorizable) de coeficientes enteros, usando los divisores del término independiente.